# 233-й истребительный авиационный полк
233-й истребительный авиационный Минский ордена Суворова полк (233-й иап) — воинская часть Военно-воздушных сил (ВВС) Вооружённых Сил РККА, принимавшая участие в боевых действиях Великой Отечественной войны.

## Наименования полка

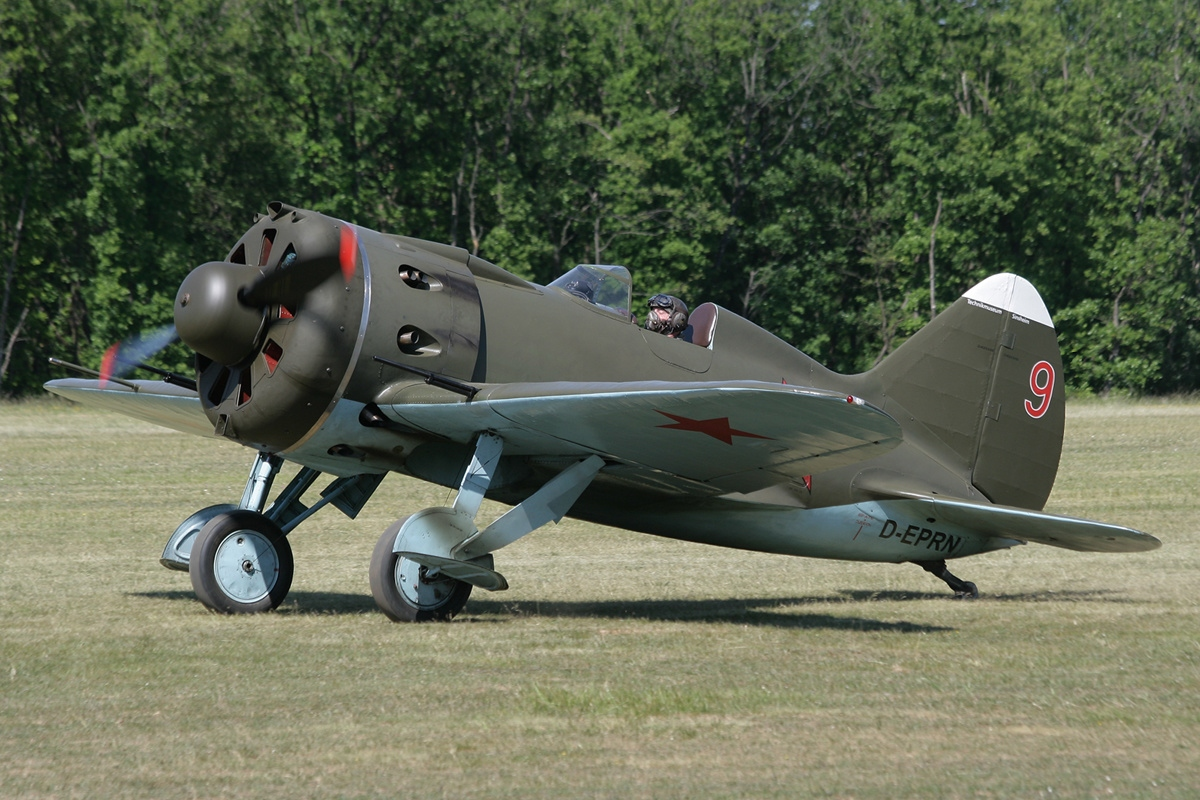
И-16

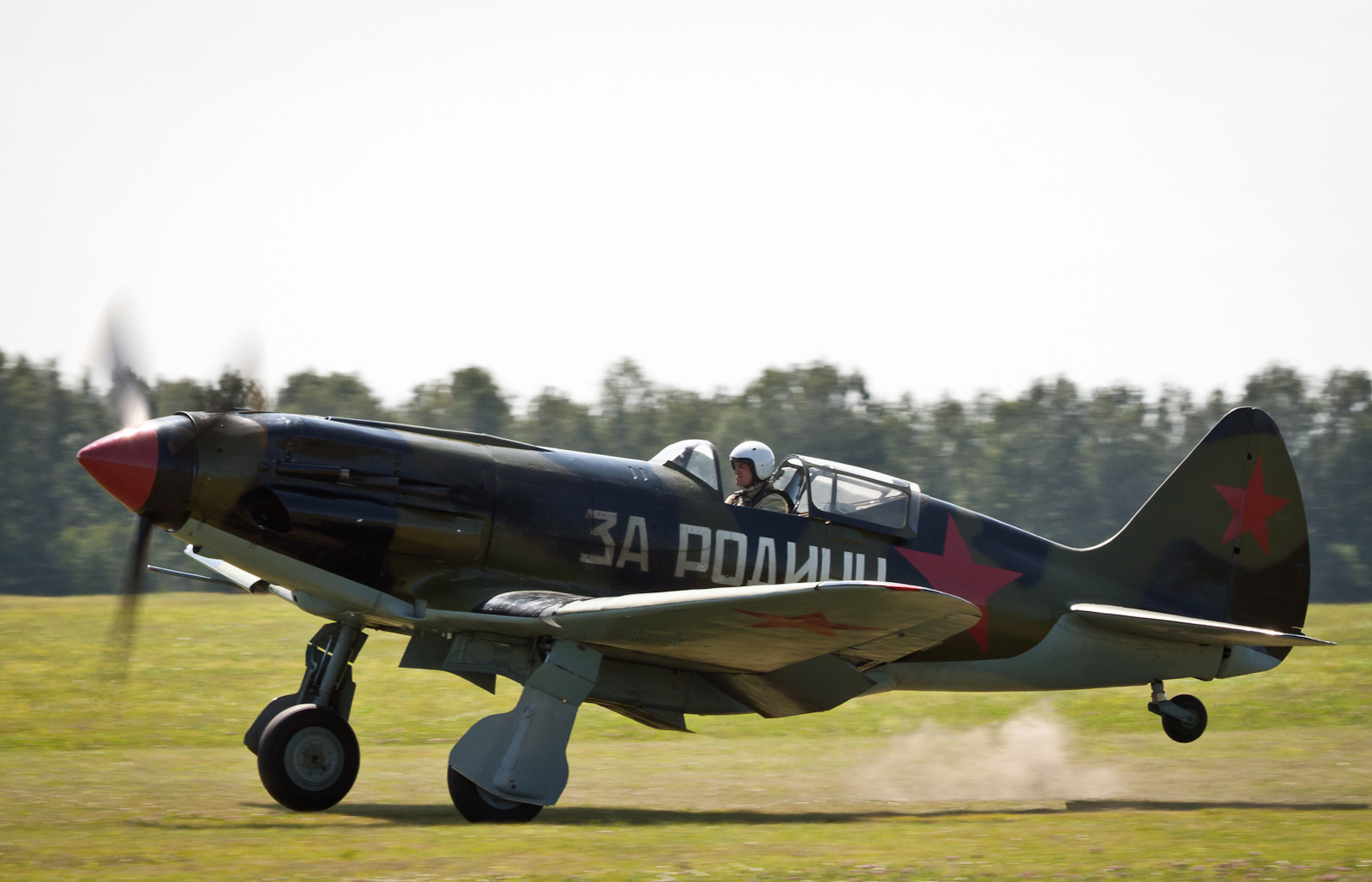
Самолёт МиГ-3

- 233-й истребительный авиационный полк ПВО
- 233-й истребительный авиационный полк;
- 233-й истребительный авиационный Минский полк;
- 233-й истребительный авиационный Минский ордена Суворова полк;
- Полевая почта 15466.

## Создание полка
233-й истребительный авиационный полк сформирован в Московском военном округе на аэродроме Люберцы Московской области в период с 20 мая по 22 июня 1941 года на основе 11-го, 16-го, 24-го, 27-го и 34-го иап на самолётах И-16.

## Расформирование полка
233-й истребительный авиационный Минский ордена Суворова полк 25 марта 1947 года был расформирован в составе 4-й гв. иад 16-й ВА Группы Советских оккупационных войск в Германии

## В действующей армии
В составе действующей армии:
- с 22 июня 1941 года по 19 ноября 1942 года,
- с 28 мая 1943 года по 13 августа 1943 года,
- с 1 октября 1943 года по 9 мая 1945 года.

## Командиры полка
| Звание | Имя                              | Период                  | Примечание |
| ------ | -------------------------------- | ----------------------- | ---------- |
| майор  | Смирнов Николай Петрович         | 05.1941 — 24.06.1941    |            |
| майор  | Кузьменко Константин Филимонович | 24.06.1941 — 07.10.1941 |            |
| майор  | Пятаков, Григорий Михайлович     | 07.10.1941 — 24.08.1942 |            |
| майор  | Кравцов Василий Васильевич       | 24.08.1942 — 21.09.1945 |            |

## В составе соединений и объединений
| Период        | Фронт (округ)                        | армия                                | корпус                                            | дивизия                                              | примечание                                         |
| ------------- | ------------------------------------ | ------------------------------------ | ------------------------------------------------- | ---------------------------------------------------- | -------------------------------------------------- |
| 20.05.1941 г. | Московский военный округ             | ВВС Московского военного округа      |                                                   |                                                      | Люберцы, И-16                                      |
| 22.06.1941 г. | Московский округ ПВО                 | Московская зона ПВО                  | 6-й истребительный авиационный корпус ПВО         |                                                      | И-16                                               |
| 27.09.1941 г. | Западный фронт                       | 43-я армия                           | ВВС 43-й армии                                    |                                                      | И-16                                               |
| 01.10.1941 г. | Западный фронт                       | 43-я армия                           | ВВС 43-й армии                                    |                                                      | аэр. Тушино, МиГ-3                                 |
| 07.10.1941 г. | Московский округ ПВО                 | Московская зона ПВО                  | 6-й истребительный авиационный корпус ПВО         |                                                      | МиГ-3                                              |
| 28.06.1942 г. | Брянский фронт                       | 1-я истребительная авиационная армия |                                                   | 286-я истребительная авиационная дивизия             | МиГ-3                                              |
| 22.07.1942 г. | Брянский фронт                       | 15-я воздушная армия                 |                                                   | 286-я истребительная авиационная дивизия             | МиГ-3                                              |
| 24.08.1942 г. | Брянский фронт                       | 15-я воздушная армия                 |                                                   | 17-й отдельный учебно-тренировочный авиационный полк | МиГ-3, г. Трубетчино Рязанской области             |
| 20.11.1942 г. | Приволжский военный округ            | ВВС Приволжского военного округа     |                                                   | 6-й запасной истребительный авиационный полк         | Як-7Б, пос. Рассказово Тамбовской области          |
| 09.03.1943 г. | Резерв Верховного Главнокомандования | Авиация Резерва ВГК                  | 4-й смешанный авиационный корпус                  | 234-я истребительная авиационная дивизия             | Як-7Б                                              |
| 05.05.1943 г. | Степной военный округ                | 5-я воздушная армия                  | 4-й смешанный авиационный корпус                  | 234-я истребительная авиационная дивизия             | в резерве 5-й воздушной армии                      |
| 28.05.1943 г. | Брянский фронт                       | 15-я воздушная армия                 | 4-й смешанный авиационный корпус                  | 234-я истребительная авиационная дивизия             | Як-7Б                                              |
| 06.07.1943 г. | Центральный фронт                    | 16-я воздушная армия                 | 4-й смешанный авиационный корпус                  | 234-я истребительная авиационная дивизия             | На короткий период интенсивных оборонительных боев |
| 14.07.1943 г. | Брянский фронт                       | 15-я воздушная армия                 | 4-й смешанный авиационный корпус                  | 234-я истребительная авиационная дивизия             |                                                    |
| 13.08.1943 г. | Резерв Верховного Главнокомандования | Авиация Резерва ВГК                  |                                                   | 234-я истребительная авиационная дивизия             | аэр. Дягилево Рязанской области, Як-9Д             |
| 01.10.1943 г. | Центральный фронт                    | 16-я воздушная армия                 | 6-й истребительный авиационный корпус             | 234-я истребительная авиационная дивизия             | Як-9Д                                              |
| 20.10.1943 г. | Белорусский фронт                    | 16-я воздушная армия                 | 6-й истребительный авиационный корпус             | 234-я истребительная авиационная дивизия             | Як-9Д                                              |
| 17.02.1944 г. | 1-й Белорусский фронт                | 16-я воздушная армия                 | 6-й истребительный авиационный корпус             | 234-я истребительная авиационная дивизия             | Як-9Д                                              |
| 01.04.1944 г. | 1-й Белорусский фронт                | 16-я воздушная армия                 | 6-й истребительный авиационный корпус             | 234-я истребительная авиационная дивизия             | в резерве 16-й ВА, пополнен Як-1Б                  |
| 24.06.1944 г. | 1-й Белорусский фронт                | 16-я воздушная армия                 | 6-й истребительный авиационный корпус             | 234-я истребительная авиационная дивизия             | Як-1Б, Як-9                                        |
| 17.08.1944 г. | 1-й Белорусский фронт                | 16-я воздушная армия                 | 6-й истребительный авиационный корпус             | 234-я истребительная авиационная дивизия             | Як-1Б, Як-9Т, получил Як-3                         |
| 09.05.1945 г. | 1-й Белорусский фронт                | 16-я воздушная армия                 | 6-й истребительный авиационный корпус             | 234-я истребительная авиационная дивизия             | Як-3                                               |
| 10.06.1945 г. | Группа Советских войск в Германии    | 16-я воздушная армия                 | 6-й истребительный авиационный корпус             | 234-я истребительная авиационная дивизия             | Як-3                                               |
| 20.11.1945 г. | Группа Советских войск в Германии    | 16-я воздушная армия                 | 1-й гвардейский истребительный авиационный корпус | 4-я гвардейская истребительная авиационная дивизия   | Як-3                                               |
| 25.03.1947 г. | Группа Советских войск в Германии    | 16-я воздушная армия                 | 1-й гвардейский истребительный авиационный корпус | 4-я гвардейская истребительная авиационная дивизия   | расформирован, Як-3                                |

## Участие в операциях и битвах

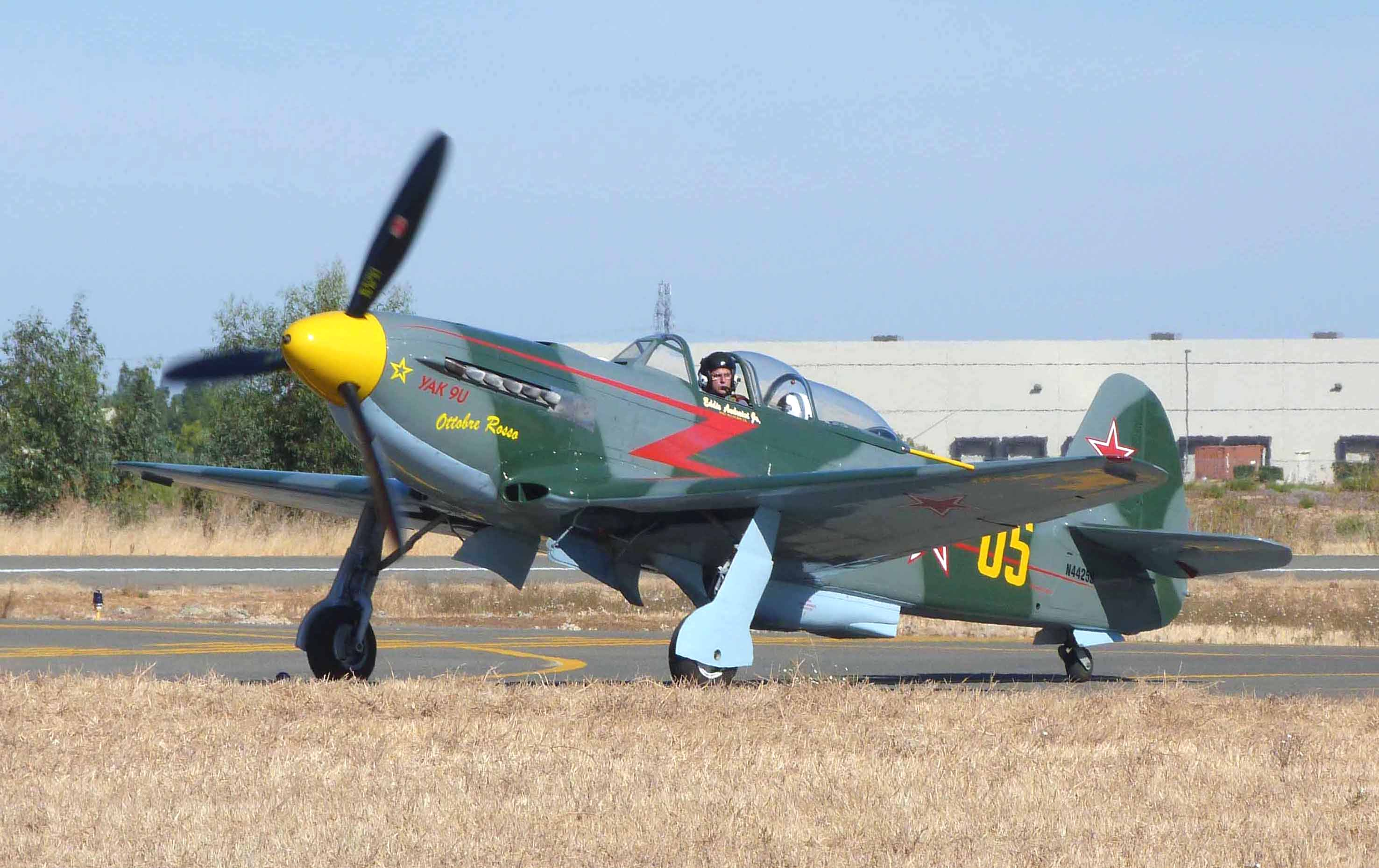
Як-9У

- Битва за Москву — с 30 сентября 1941 года по 20 апреля 1942 года
- Курская битва — с 12 июля 1943 года по 18 августа 1943 года
- Черниговско-Припятская операция — с 26 августа 1943 года по 30 сентября 1943 года.
- Белорусская операция «Багратион» — с 23 июня 1944 года по 29 августа 1944 года.
- Бобруйская операция — с 24 июня 1944 года по 29 июня 1944 года.
- Минская операция — с 29 июня 1944 года по 4 июля 1944 года.
- Барановичская операция — с 5 июля 1944 года по 16 июля 1944 года.
- Люблин-Брестская операция — с 18 июля 1944 года по 2 августа 1944 года.
- Висло-Одерская операция — с 12 января 1945 года по 3 февраля 1945 года.
- Варшавско-Познанская операция — с 14 января 1945 года по 3 февраля 1945 года.
- Восточно-Померанская операция — с 10 февраля 1945 года по 20 марта 1945 года.
- Берлинская операция — с 16 апреля 1945 года по 8 мая 1945 года.

## Почётные наименования
233-му истребительному авиационному полку за отличие в боях за овладение столицей Советской Белоруссии городом Минск 10 июля 1944 года присвоено почётное наименование «Минский»

## Награды
233-й истребительный авиационный Минский полк 19 февраля 1945 года за образцовое выполнение боевых заданий командования в боях с немецкими захватчиками за овладение городом Варшава и проявленные при этом доблесть и мужество Указом Президиума Верховного Совета СССР награждён орденом «Суворова III степени».

## Благодарности Верховного Главнокомандования

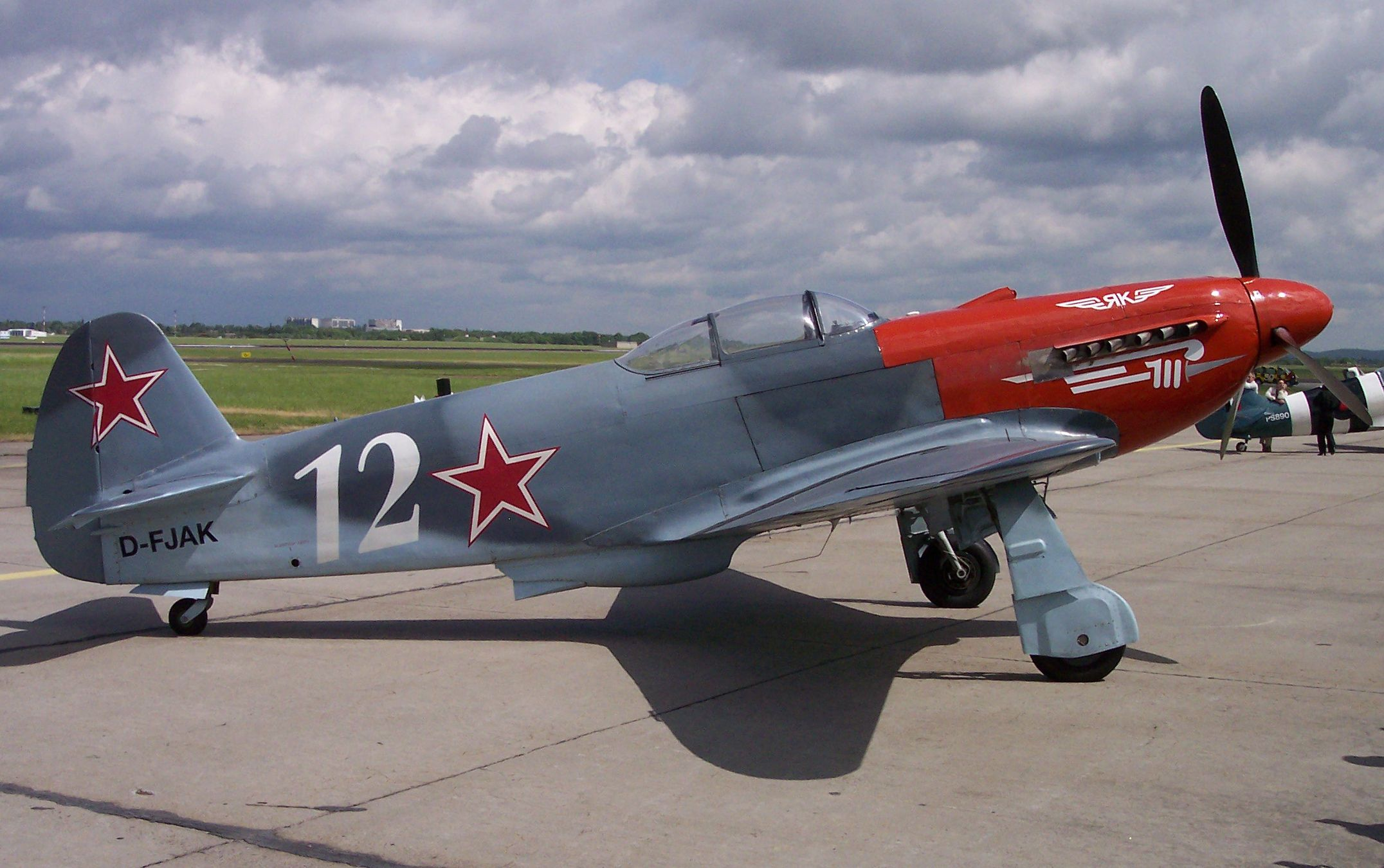
Истребитель Як-3

За проявленные образцы мужества и героизма Верховным Главнокомандующим лётчикам полка в составе дивизии объявлены благодарности:
- За овладение городом Брест[7].
- За овладение крепостью Прага[8].
- За овладение городами Сохачев, Скерневице и Лович[9].
- За овладение городами Лодзь, Кутно, Томашув (Томашов), Гостынин и Ленчица[10].
- За овладение городами Бельгард, Трептов, Грайфенберг, Каммин, Гюльцов, Плате[11].
- За овладение городами Голлнов, Штепенитц и Массов[12]
- За овладение городом Альтдамм[13]

За проявленные образцы мужества и героизма Верховным Главнокомандующим лётчикам полка в составе корпуса объявлены благодарности:
- За прорыв сильно укреплённой обороны немцев, прикрывающей Бобруйское направление[14] .
- За овладение городом Барановичи и Барановичским укреплённым районом[15].
- За форсирование реки Шара и за овладение городами Слоним и Лунинец[16].
- За овладение городом Варшава[17].
- За овладение городами Сохачев, Скерневице и Лович[9].
- За овладение городами Лодзь, Кутно, Томашув (Томашов), Гостынин и Ленчица[10].
- За овладение городами Влоцлавек, Бжесць-Куявски и Коло[18].
- За овладение городами Хоэнзальца (Иновроцлав), Александров, Аргенау и Лабишин[19].
- За овладение городами Бервальде, Темпельбург, Фалькенбург, Драмбург, Вангерин, Лабес, Фрайенвальде, Шифелъбайн, Регенвальде и Керлин[20].
- За овладение городами Франкфурт-на-Одере, Вандлитц, Ораниенбург, Биркенвердер, Геннигсдорф, Панков, Фридрихсфелъде, Карлсхорст, Кепеник и вступление в столицу Германии город Берлин[21].
- За овладение городами Ратенов, Шпандау, Потсдам[22].
- За овладение городом Берлин[23].

## Отличившиеся воины полка
| Як-7УТ | Як-9УМ | Як-7 |

- Захаров Константин Фёдорович, капитан, командир эскадрильи 233-го истребительного авиационного полка 234-й истребительной авиационной дивизии 16-й воздушной армии 2 августа 1944 года удостоен звания Герой Советского Союза. Посмертно.
- Кузнецов Сергей Алексеевич, майор, штурман 233-го истребительного авиационного полка 234-й истребительной авиационной дивизии 16-й воздушной армии 26 октября 1944 года удостоен звания Герой Советского Союза. Золотая Звезда № 3076.
- Шишов Владимир Александрович, командир эскадрильи 233-го истребительного авиационного полка 286-й истребительной авиационной дивизии 1-й истребительной авиационной армии, капитан, 23 ноября 1942 года удостоен звания Герой Советского Союза. Золотая Звезда № 763.

## Статистика боевых действий
Всего годы Великой Отечественной войны полком:
| Выполнено боевых вылетов | Сбито самолётов в воздухе | Уничтожено самолётов всего |
| ------------------------ | ------------------------- | -------------------------- |
| 6870                     | 313                       | 313                        |

Свои потери:
| Потеряно самолётов, всего | Погибло лётчиков всего |
| ------------------------- | ---------------------- |
| 113                       | 60                     |

## Самолёты на вооружении
| Период      | Самолёты |
| ----------- | -------- |
| 1941 — 1941 | И-16     |
| 1941 — 1942 | МиГ-3    |
| 1942 — 1943 | Як-7Б    |
| 1943 — 1944 | Як-9Д    |
| 1944 — 1944 | Як-1Б    |
| 1944 — 1947 | Як-3     |

## Базирование
| Период                  | Аэродромы           |
| ----------------------- | ------------------- |
| 01.04.1945 — 20.11.1945 | Пренцлау, Германия  |
| 20.11.1945 — 18.02.1947 | Перлеберг, Германия |